# Haverfordwest County Association Football Club
El Haverfordwest County Association Football Club (en galés: Clwb Pêl-droed Sir Hwlffordd) es un club de fútbol de Gales, con sede en Haverfordwest. Fue fundado en 1899 y compite en la Cymru Premier, máxima categoría del fútbol galés.

## Historia
Haverfordwest County se fundó en 1899 como Haverfordwest Football Club, y a lo largo de su historia adoptó varios nombres como Haverfordwest Town (1901) y Haverfordwest Athletic (1936). Hasta los años 1990 su presencia se redujo a los torneos regionales galeses, pero en 1992 se convirtió en uno de los miembros fundadores de la Premier League de Gales. La Federación galesa contó con Haverfordwest después de que Barry Town, el otro candidato, rehusara participar en la temporada inaugural (1992/93) para continuar en el fútbol inglés.
En su primera temporada, Haverfordwest terminó en décima posición y mitad de la tabla, pero al término de la campaña 1993/94 renunció a la máxima competición por problemas económicos. Su reaparición en la primera división galesa se produjo en 1997/98 con el nombre de Haverfordwest County.
En 2004, Haverfordwest County se clasificó para Europa tras un 3° puesto en la Liga de Gales y jugó en la copa de la UEFA perdiendo en dos partidos 4-1 ante el Fimleikafelag Hafnarfjardar de Islandia.
En la temporada 2010-11, Haverfordwest fue relegado involuntariamente de la Premier League de Gales por primera vez. El 5 de mayo de 2015, fueron ascendidos de nuevo a la Premier League galesa tras una improbable victoria por 5-0 contra el Aberdare Town.
A pesar de un nuevo descenso en 2016, retornó a la Cymru Premier tras un segundo puesto en la temporada 2019-20.

## Palmarés

### Torneos nacionales
- Division 1 de Gales (3): 1956-57, 1980-81, 1989-90
- Segunda División de Gales (2): 1955-56, 1979-80, 1996-97
- Copa de la Liga Galesa (2): 1960-61, 1988-89

### Torneos locales
- Copa del Oeste de Gales (7): 1981-82, 1988-89, 1991-92, 1992-93, 1997-98, 1998-99, 2005-06

## Participación en competiciones de la UEFA
| Temporada | Torneo                 | Ronda             | Club      | Ida     | Vuelta         | Global      |
| --------- | ---------------------- | ----------------- | --------- | ------- | -------------- | ----------- |
| 2004–05   | UEFA Cup               | 1° Clasificatoria | FH        | 0–1 (L) | 1–3 (V)        | 1–4         |
| 2023–24   | UEFA Conference League | 1° Clasificatoria | Shkëndija | 0–1 (V) | 1–0 (t.e.) (L) | 1–1 (3–2 p) |
| 2023–24   | UEFA Conference League | 2° Clasificatoria | B36       | 1–2 (V) | 1-1 (t.e.) (L) | 2-3         |
| 2025-26   | UEFA Conference League | 1° Clasificatoria | Floriana  | 1-2 (A) | 2-3 (H)        | 3–5         |